# Indústria de software
A Indústria de Software é a indústria que envolvem o desenvolvimento, a produção e comercialização de softwares ou programas para computador.

## História
A primeira empresa fundada para fornecer produtos e serviços de software foi a Computer Usage Company em 1955.
A indústria de software expandiu-se no início dos anos 60, quase imediatamente depois de os computadores terem sido vendidos pela primeira vez em quantidades produzidas em massa. Universidades, governo e clientes empresariais criaram uma demanda por software. Muitos desses programas foram escritos internamente por programadores de tempo integral. Alguns foram distribuídos gratuitamente entre usuários de uma determinada máquina sem custo. Outros foram feitos em uma base comercial, e outras empresas, como Computer Sciences Corporation (fundada em 1959) começaram a crescer. Outras empresas de software influentes ou típicas iniciadas no início dos anos 60 incluem Advanced Computer Techniques, Processamento Automático de Dados, Applied Data Research e Informatics General.

## Visão geral
Existem dois grandes grupos de negócios na indústria de software: o dos softwares proprietários (tais como os desenvolvidos pela Microsoft), e aquele do software livre. O desenvolvimento de software proprietário usa o licenciamento de software como a forma de comercialização e para isso é necessário proteger-se de pirataria e do uso de cópias ilegais.
O retorno financeiro do software livre vem com a venda de serviço de treinamento e suporte a esses próprios softwares.

## Tipos deSoftware
- Software pacote
- Software embarcado
- Software serviço (no-software)